# Snövit hasselmätare
Snövit hasselmätare (Asthena albulata) är en fjärilsart som beskrevs av Hüfnagel 1767. Snövit hasselmätare ingår i släktet Asthena och familjen mätare. Arten är reproducerande i Sverige. Inga underarter finns listade i Catalogue of Life.

## Bildgalleri

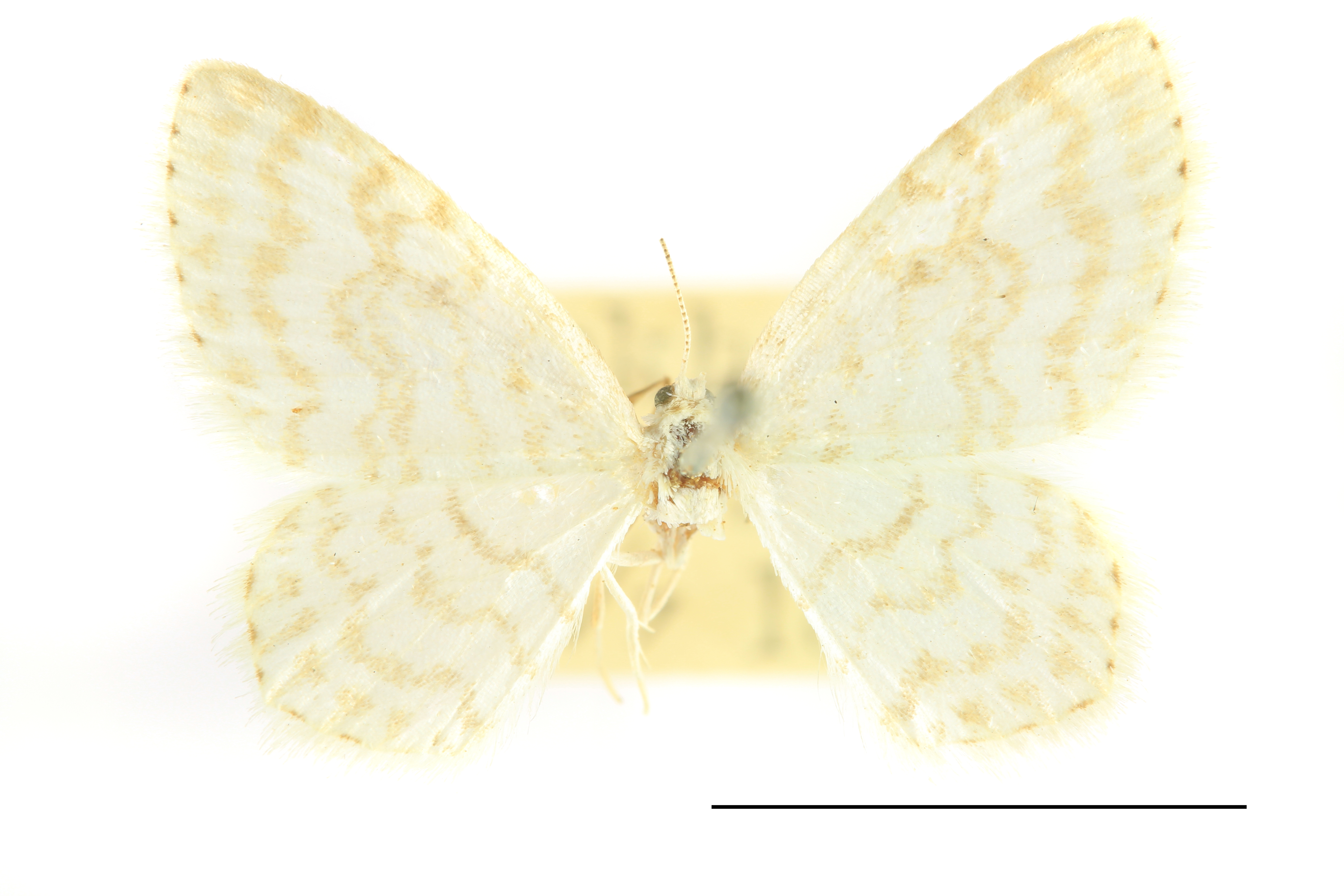
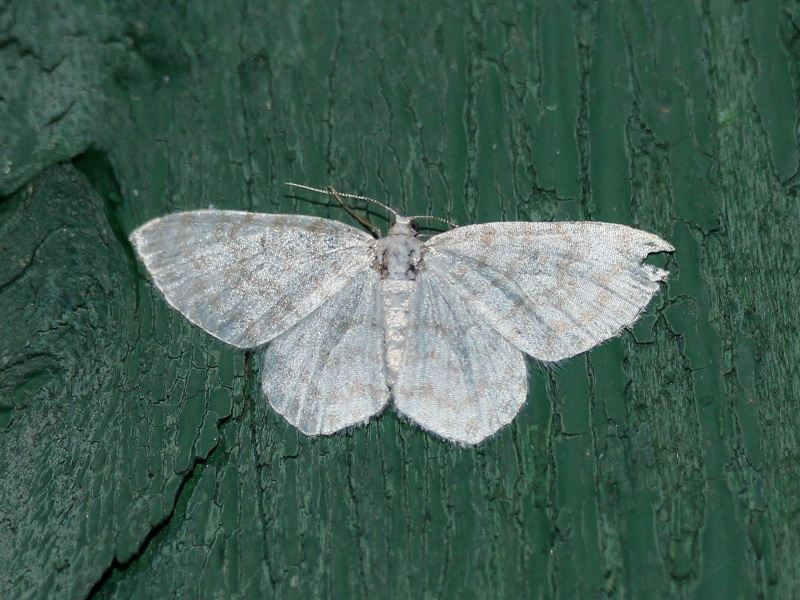
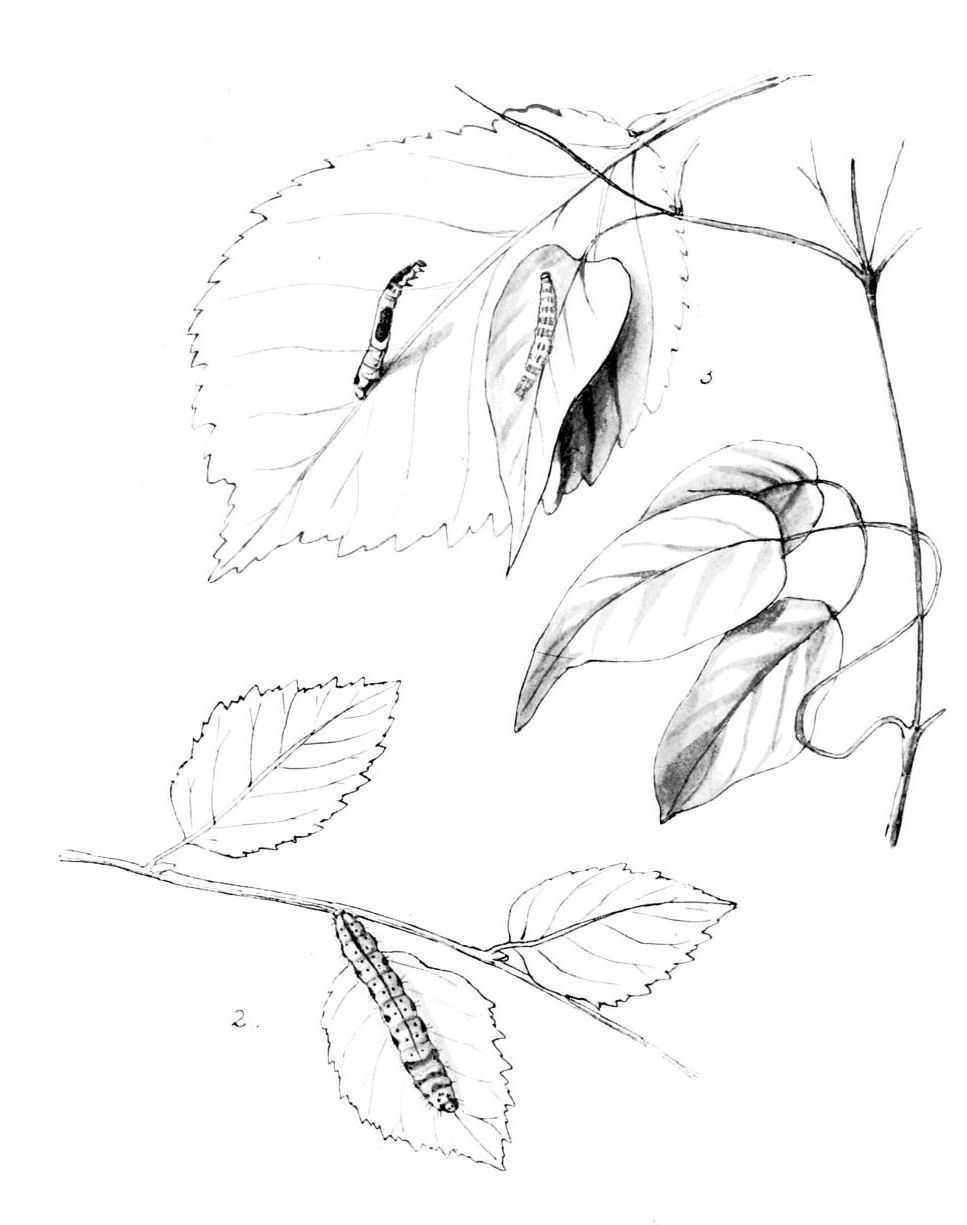
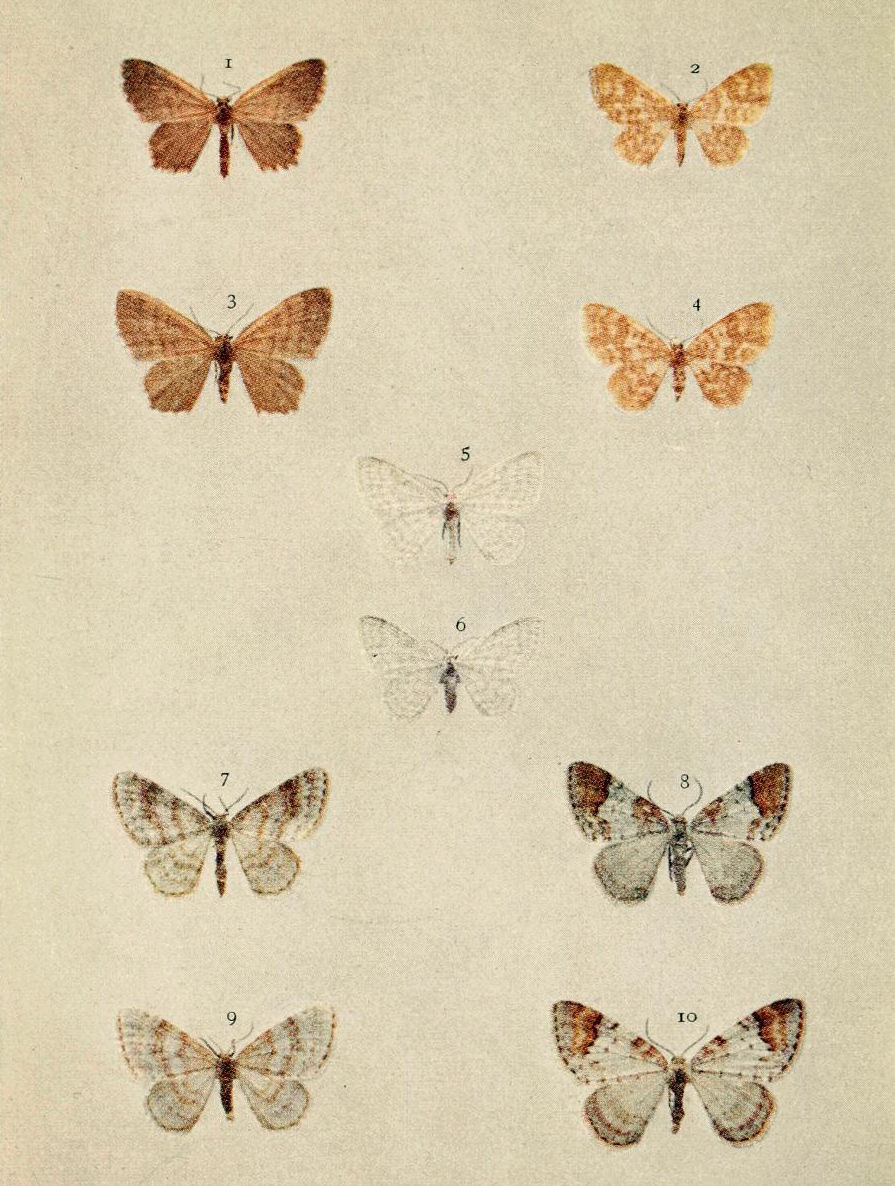